# Barraca de la Capona XXIV
La Barraca de la Capona XXIV és una obra del Pla de Santa Maria (Alt Camp) inclosa a l'Inventari del Patrimoni Arquitectònic de Catalunya.

## Descripció
És una barraca que crida l'atenció pels dos arcs de descàrrega que defensen la llinda del portal. El conjunt constructiu és més aviat quadrat. A l'esquerra de la barraca hi ha un cos adjunt que era l'estable i estava cobert amb bigues, lloses i terra, ara esfondrada.
La barraca estricte no és gens acollidora, té una fondària de 3'80m per una amplada de 1'75m. A la dreta hi ha un pedrís i a l'esquerra el que potser era un cocó. Està coberta amb falsa cúpula, amb una alçada màxima de 2'80m.